# 박팔용
박팔용(1947년 5월 10일 ~ 경상북도 김천군 조마면 삼산동)은 대한민국의 정치인이다. 제34·35·36대 김천시장을 역임했다.

## 학력
- 김천서부국민학교 졸업
- 김천중학교 졸업
- 대성고등학교 졸업
- 대한체육과학대학 경영학 학사
- 고려대학교 대학원 행정학 석사

## 역대 선거 결과
|  | 56.4% |

|  | 51.26% |

|  | 75.63% |

|  | 53.93% |

|  | 44.29% |